# Ursula Keudel
Ursula Keudel (* 26. April 1940 in Witten; † 22. November 1995 in München) war eine deutsche Klassische Philologin.
Ursula Keudel studierte Klassische Philologie an der Freien Universität Berlin, wo sie am 26. April 1968 mit einer Dissertation über Claudians Gedicht De consulatu Stilichonis zum Dr. phil. promoviert wurde. Zu ihrer Dissertation, in der sie Claudians Umgang mit seinen Vorgängern in der römischen Literatur untersuchte, hatte sie Georg Nicolaus Knauer angeregt. Ihre weitere Laufbahn verbrachte sie am Thesaurus Linguae Latinae in München, wo sie am 1. Juni 1968 als Wissenschaftliche Mitarbeiterin angestellt wurde. Sie war als Artikelverfasserin, Materialsammlerin und von 1976 bis 1983 auch als Redaktionsassistentin tätig. Am 31. Mai 1993 trat sie in den Ruhestand.

## Schriften (Auswahl)
- Poetische Vorläufer und Vorbilder in Claudians De consulatu Stilichonis. Imitationskommentar. Göttingen 1970 (Hypomnemata 25)